# Чумаково (Сумская область)
Чумаково (укр. Чумакове) — село, Бурынская городская община, Конотопский район, Сумская область, Украина.
Код КОАТУУ — 5920988403. Население по переписи 2001 года составляло 348 человек .

## Географическое положение
Село Чумаково находится на правом берегу реки Чаша и на левом берегу реки Сейм, к селу примыкает лиман Оселец. Примыкает к селу Червоная Слобода, на расстоянии в 2 км расположено село Игоревка.

## Экономика
- Молочно-товарная ферма.
- Бурынский кирпичный завод.

## История
Чумаково, со слов старижилов, заселялось крестьянами с. Червоной Слободы. Очевидно, первые переселенцы имели фамилию Чумак. И сейчас в Чумаковом и Червоной Слободе живут жители, носящие такую фамилию. У с. Чумаково ранее находился казённый (государственный) Мокшевицкий (Мокошевицкий) перевоз (паром) на пути из Путивля в Ромны. Сейчас на месте парома стоит железобетонный мост.

## Транспорт
Через село проходят автомобильные дороги Р-44 «Сумы — Белополье — Чумаково — Путивль — Глухов» и Т-1910 «Чумаково — Бурынь — Кохановка».

## Объекты социальной сферы
Ранее в с. Чумаковом была начальная школа, которая сейчас закрыта. Сельские дети ходят в Краснослободскую общеобразовательную школу І-ІІІ ст. и в школы Бурыни.

## Достопримечательности
У с. Чумаково, как пишет в своем издании «Памятники старины и нового времени» курский историк Н. И. Златоверхников, на земле помещика А. В. Масалитинова близ Макшевицкой переправы имеется глубокая, больших размеров яма, а на земле умершего помещика В. Н. Масалитинова есть окоп, называемый Городком. Эти окоп и яма по народному сказанию будто бы существуют со времен русско-шведской войны. Согласно публикации в издании «Археологические открытия 1986 года» (Москва, «Наука», ИА РАН, 1988) у с. Чумаково было обнаружено черняховское поселение. На краю села у дороги, ведущей в Червоную Слободу, находится Ослецкое (Оселецкое) городище, названное так по имени рукава Оселец.
Летом 2010 г. при рытье траншеи под укладку газовых труб в Чумаковом было обнаружено захоронение советского воина, останки которого должны перезахоронить в братскую могилу тогдашнего райцентра Бурынь.